# Hermann Prey
Hermann Prey (Berlín, 11 de juliol, 1929 - Krailling (Baviera), 23 de juliol, 1998)

## Biografia
Aquest berlinès, era fill d'Hermann i Anna Prey. Va néixer a Berlín-Hohenschönhausen i porta el nom del seu pare i avi. Als deu anys, Prey va cantar al cor Mozart de Berlín, aleshores encara com un noi amb veu de soprano. Durant aquest temps el desig de convertir-se en cantant va madurar en ell. Com que els seus pares no el podien permetre estudiar, Prey es va finançar actuant amb una banda de ball en discoteques i bars i ocasionalment gravant per a la RIAS.
Després d'estudiar a la "Hochschule für Musik" de Berlín (com a alumne de Jaro Prohaska, Günther Baum i Harry Gottschalk), Prey va donar el seu primer recital a Berlín el 1951, els primers enregistraments radiofònics van seguir el 1951, i el 1952 va guanyar el "Meistersinger von Concurs" de Nuremberg, que va ser guardonat amb una gira de concerts de quatre setmanes pels Estats Units. La carrera professional de Prey va començar el 1952/53 al "Hessian State Theatre" de Wiesbaden, de 1953 a 1960 va ser membre de l'Òpera Estatal d'Hamburg. 1954 primer enregistrament televisiu de cançons, 1955 va seguir una gira per Anglaterra amb un primer recital amb Gerald Moore. El gran avenç internacional de Prey va arribar el 1957 en el paper de Fígaro a El barber de Sevilla de Rossini a l'Òpera Estatal de Viena. El 1959 va debutar en el paper del barber a l'òpera de Richard Strauss Die schweigsame Frau al Festival de Salzburg. L'any 1960 es va comprometre a l'Òpera Estatal de Baviera de Múnic, on va cantar per primera vegada un dels seus papers amb més èxit el 1964, el de Papageno a La flauta màgica de Mozart. Un altre moment destacat de la seva carrera va ser la seva interpretació de Wolfram a Tannhäuser de Wagner a la Metropolitan Opera de Nova York el 1960. Cinc anys més tard, Prey també va cantar aquest paper al Festival de Bayreuth. Un altre moment destacat de la seva carrera operística va ser la seva interpretació com el primer baríton alemany en el paper principal de Fígaro a El barber de Sevilla de Rossini sota la batuta de Claudio Abbado a La Scala de Milà el 1969. El 1973 va debutar a aquest paper a la Royal Opera de Londres. El seu darrer debut en el paper va ser l'any 1981 com Beckmesser a Meistersinger de Wagner al Festival de Bayreuth, en el qual va oferir una "peça d'espectacle de l'art de caracterització d'actuació del cant seriós". Nombroses gires (per exemple, Japó 1981, Amèrica del Sud 1968) també van consolidar la seva fama a tot el món.
A més del seu treball a l'òpera, la interpretació de cançons va ser un altre focus de la seva carrera cantant. En el període de 1971 a 1975, el seu projecte de gravació més gran, l'edició de cançons Hermann Prey, que inclou un total de 446 cançons des del minnesang fins a l'actualitat. El compositor Franz Schubert l'estimava especialment Hermann Prey. Va tenir la idea d'una Schubertiade a Vorarlberg, que Gerd Nachbauer va desenvolupar en un festival de música de cambra reeixit allà el 1976. De 1983 a 1997, Prey va ser director artístic de la Schubertiade al Musikverein de Viena, on va realitzar el seu somni de tota la vida d'interpretar totes les obres de Schubert en ordre cronològic.
A la dècada de 1970, Prey es va donar a conèixer al gran públic principalment a través del seu programa d'entreteniment "Schaut her, ich bin's", en el qual presentava nombroses celebritats de l'escena operística (incloent-hi el jove Plácido Domingo, que va debutar a la televisió alemanya al programa). Era molt amic del tenor Fritz Wunderlich, que sovint compartia escenari amb ell.
El 1981 va publicar la seva autobiografia Premierenfieber. El 1982 va començar a donar classes magistrals a la "Musikhochschule" d'Hamburg. El 1988 també va debutar com a director al Teatre Estatal de Salzburg amb Les noces de Fígaro de Mozart. En la seva darrera actuació, el 4 d'octubre de 1997, a l'"Herbstliche Musiktage Bad Urach", de la qual va ser cofundador, Prey va cantar per primera vegada una versió de Winterreise de Schubert arranjada per a orquestra per Yukikazu Suzuki. Va estar acompanyat per l'Orquestra Ensemble Kanazawa dirigida per Hiroyuki Iwaki.
Leonard Hokanson, Sebastian Peschko i Michael Endres, han estat acompanyants de cançons de sempre d'Hermann Prey.
Hermann Prey va morir el 22 de juliol de 1998 a Krailling, pocs dies després del seu 69è aniversari com a conseqüència d'un atac de cor, després d'haver donat un recital el 12 de juliol de 1998 al "Prinzregententheater" de Múnic. La seva tomba es troba al cementiri de Krailling (prop de Múnic).

## Família
Hermann Prey estava casat amb Barbara, de soltera Pniok, des del 13 de febrer de 1954. La parella va tenir dues filles, Annette i Franziska, i el seu fill Florian Prey, que també es va convertir en baríton i ara dirigeix el festival a Bad Urach.

## Honors
- 1962: Cantant de cambra bavaresa
- 1977: Orde del Mèrit de Baviera
- 1981: Creu Federal del Mèrit: Gran Creu del Mèrit
- 1982: Múnic "Cantant de l'any"
- 1982: Membre ordinari de l'Acadèmia de Belles Arts de Baviera
- 1982: Professor a la Universitat de Música i Arts Escèniques d'Hamburg
- 1986: Ordre Maximilià de Baviera per a la Ciència i l'Art
- 1986: Premi de la Crítica Musical Italiana “F. Abbiati" per la seva interpretació de Beckmesser al Meistersinger de Wagner al Maggio Musicale de Florència
- 1989: Ciutadania honorífica del municipi de Krailling
- 1993: Membre honorari de la Gesellschaft der Musikfreunde de Viena
- 1993: Ciutadà d'honor de Bad Urach
- 1998: Gran Condecoració d'Honor de Plata pels serveis a la República d'Àustria[13]
- A Hohenems, Hermann-Prey-Strasse porta el seu nom, a Bad Urach Hermann-Prey-Platz.